# Критска књижевност
Средњовековни радови говоре да се модерни грчки језик почео обликовати већ у 10. веку а једно од првих дела је епска песма Дигенис Акритас. Међутим, прва књижевна активност која је била довољно значајна да се идентификује као "савремена грчка књижевност" била је на критском дијалекту током 16. века на млетачком Криту.
Критска ренесансна песма Еротокритос (Ἐρωτόκριτος) је несумњиво ремек дело критске књижевности и врхунско достигнуће савремене грчке књижевности. То је романтично дело које је око 1600. написао Вицентос Корнарос (1553—1613). У више од 10.000 римовања по петнаест слогова, песник повезује искушења и невоље двојице младих љубавника, Еротокритоса и Аретоуса, кћери Херакла, краља Атине. Била је то прича која је уживала огромну популарност међу својим грчким читаоцима.
Други велики представник критске књижевности био је Георгиос Хортацис, а његов најзначајнији рад био је Ерофили, који је Костис Паламас окарактерисао као први рад модерног грчког театра. Остале представе су: Жртва Абрахама Корнароса, Панориа и Катсоурбос, Хортацис, Фортоунатос Маркоса Антониоса Фосколоса, Краљ Родолинос Андреас Троилос, Статис (комедија) и Воскопула непознатих уметника. У том периоду настала је продукција различитих позоришних жанрова, као што су трагедије, комедије, пасторална и религиозна драма.
Критска књижевост која је цветала била је готово прекинута османским освајањем острва крајем 17. века.
Многи грчки аутори интегрисали су критске књижевне елементе у своја дела. Међу тим ауторима био је и Никос Казанцакис који је био познат по својим књижевним прилозима углавном писаним стандардним грчким језиком. Ова парадигма, укупно гледано, помогла је Казанцакису да напише значајна дела као што је Грк Зорба. Његов Капетан Михалис - са радњом у Криту у 19. веку - познат је по томе што је користио многе критске грчке речи и идиоме те је књига била јако популарна код Грка.